# Уржингийн Ядамсурэн
Уржингийн Ядамсурэн (монг. Үржингийн Ядамсүрэн, 25 декабря 1905—1987) — первый народный художник МНР, искусствовед, этнограф и модельер. Лауреат Государственной премии МНР им. Чойбалсана (1946).

## Биография

«Дружба» (гуашь, картон)

### Ранние годы и образование
Ядамсурэн родился 25 декабря 1905 года в Сэцэн-ханском аймаке (совр. сомон Тумэндэлгэр аймака Дорнод) первым сыном арата Уржина в семье потомственных народных мастеров: дед был резчиком и чеканщиком; отец расписывал юрты. С 1913 по 1920 год учился иконописи у своего дяди Чойдаша в местном монастыре. Прожив до 25 лет на родине, по направлению Ревсомола приехал в Улан-Батор, где окончил начальную школу. В 1933—1937 годах учился в Москве в КУТВ как политработник. Проработав год в ЦК МНРП, поехал на учёбу в московский Институт им. Сурикова, где проучился с 1938 по 1942 год, занимаясь в мастерских С. И. Герасимова и И. Э. Грабаря.

### Карьера художника
Вернувшись в Улан-Батор, Ядамсурэн вступил в «Монголизо» и стал преподавателем в художественной школе. Освоив в СССР европейскую технику живописи маслом, Ядамсурэн создал в этой технике более 200 работ, среди них — жанровые патриотические холсты «Первый съезд МНРП», «Взятие Кяхты», «Первое столкновение партизан Сухэ-Батора с гаминами» и хрестоматийный «Портрет Сухэ-Батора» (1945), за которые Ядамсурэн получил многочисленные награды.
После Ядамсурэн обратился к традиционной технике плоскостной живописи «монгол зураг», используя вместо минеральных красок гуашь. В этой технике он создал ряд портретов основателей письменности и просветителей Монголии: Чойджи-Одсера, Зая-пандиты, Дзанабадзара и др., картины, посвящённые преобразованиям в стране после Народной революции, работы на тему драмы «Три печальных холма» Нацагдоржа, ряд собирательных портретов: «Старик-сказитель» (1958), «Исполнительница на шанзе» (1959).
Помимо живописи, Ядамсурэн собирал этнографический материал о народном монгольском костюме и создавал эскизы костюмов для всех ведущих театров страны; совместно с Б. Ринченом собрал и написал текст для двух альбомов монгольского костюма, изданных в 1961 и 1974 годах.
Жена Ядамсурэна, скончавшегося в 1984 году, русская Л. А. Фараносова, шила костюмы по его эскизам, делала аппликации и вышивки; по их стопам пошла и их дочь Я. Туяа.